# Yolanda Ibarrola
Yolanda Ibarrola de la Fuente (Madrid, 1964) es una política y abogada española. Ejerció como Consejera de Justicia de la Comunidad de Madrid entre mayo de 2018 y agosto de 2019.

## Biografía
Es Licenciada en Derecho por la Universidad Complutense de Madrid. Tras finalizar sus estudios universitarios comenzó a trabajar como socia de un bufete de abogados especializado en Derecho civil y Derecho penal.
En el año 2001 se incorporó al Gobierno de la Comunidad de Madrid. Tiempo más tarde fue nombrada Viceconsejera de Justicia y Administraciones públicas.
Entre los meses de junio y noviembre de 2003, ejerció como Consejera en funciones de Justicia y Administraciones Públicas de la Comunidad de Madrid, durante el gobierno interino formado por Alberto Ruiz-Gallardón tras el escándalo del Tamayazo.
A partir de 2015 pasó a ser directora general de Asuntos Europeos y Cooperación con el Estado de la Comunidad de Madrid y a partir de 2017 pasó a ser directora general de Justicia.
El día 22 de mayo de 2018 fue nombrada por el presidente autonómico Ángel Garrido, como nueva Consejera de Justicia de la Comunidad de Madrid.